# Florestano Vancini
Florestano Vancini (Ferrara, Itàlia, 24 d'agost de 1926- Roma, 17 de setembre del 2008), fou un cineasta italià.

## Biografia
Va començar la seva carrera amb petits curtmetratges al llarg de la dècada dels anys 50. El seu primer llargmetratge és La lunga notte del '43 (1960), basat en els contes locals de Giorgio Bassani, fou premiat a la 21a Mostra Internacional de Cinema de Venècia. La seva obra està impresa d'un gran sentiment polític i de testimoniatges històrics.
Després de La banda Casaroli (1962) i La calda vita (1964), va diririg Le stagioni del nostro amore (1966), Bronte: cronaca di un massacro che i libri di storia non hanno raccontato (1971), La violenza: quinto potere (1972), Il delitto Matteotti (1973), Amore amaro (1974), Un dramma borghese (1979), La baraonda (1980), La neve nel bicchiere (1984).
Posteriorment es passà a la televisió, on va tenir èxit amb La piovra 2 (1986), segona temporada d'una sèrie sobre la màfia, i el 1992 amb el guió de Piazza di Spagna. El 2005 va tornar al cinema dirigint E ridendo l'uccise. El 1999 fou membre del jurat al 21è Festival Internacional de Cinema de Moscou.
Com a curiositat cal destacar que l'únic spaghetti western que va dirigir, I lunghi giorni della vendetta (1967), ho va fer sota el pseudònim de Stan Vance.
El 2019 li fou dedicada a al seva ciutat natal l'Escola d'Art Cinematogràfica Florestano Vancini

## Filmografia
- Pomposa - curtmetratge (1950)
- Delta Padano - curtmetratge (1951)
- Traghetti alla Foce - curtmetratge (1955)
- Vento dell'Adriatico - curtmetratge (1957)
- L'isola d'acciaio - curtmetratge (1958)
- La lunga notte del '43 (1960)
- La separazione legale, episodi de Le italiane e l'amore (1961)
- La banda Casaroli (1963)
- La libertà (1963)
- La calda vita (1964)
- Le stagioni del nostro amore (1966)
- I lunghi giorni della vendetta (1967)
- Violenza al sole (1969)
- La violenza: quinto potere (1972)
- Bronte: cronaca di un massacro che i libri di storia non hanno raccontato (1972)
- Il delitto Matteotti (1973)
- Amore amaro (1974)
- Un dramma borghese (1979)
- La baraonda (1980)
- Finché dura la memoria - minisèrie TV, 3 episodis (1980-84)
  - Fragheto, una strage: perché? (1980)
  - Vittorio Valletta: gli anni della ricostruzione (1981-82)
  - Reggio Calabria 1970: una città in rivolta (1984)
- Dieci registi italiani, dieci racconti italiani - sèrie TV, 1 episodi (1983)
- La neve nel bicchiere - sèrie TV (1984)
- La piovra 2 - minisèrie TV, 6 episodi (1986)
- Médecins des hommes - sèrie TV, 1 episodi (1988)
- Il giudice istruttore - sèrie TV, 4 episodis (1990)
- Piazza di Spagna - minisèrie TV, 5 episodis (1992)
- Lucrezia Borgia. Un'intervista impossibile - curtmetratge (2002)
- E ridendo l'uccise (2005)

## Reconeixements
- 1960: premi Opera Prima a la 21a Mostra Internacional de Cinema de Venècia (per "La lunga notte del '43")[4]
- 1973: premi especial del jurat al 8è Festival Internacional de Cinema de Moscou (per Il delitto Matteotti)[5]
- 1974: Menció del jurat al Festival de Cinema de Teheran (per Amore amaro)
- Efebo d'oro 1980 - Premi Internacional de Cinema Narratiu - Per la pel·lícula Un dramma borghese basada en la novel·la de Guido Morselli